# Witali Alexandrowitsch Jewdokimow
Witali Alexandrowitsch Jewdokimow (russisch Виталий Александрович Евдокимов; * 11. März 1980 in Podgorny, Russische SFSR) ist ein russischer Eishockeytorwart, der seit 2011 bei Sauralje Kurgan in der Wysschaja Hockey-Liga unter Vertrag steht.

## Karriere
Witali Jewdokimow begann seine Karriere als Eishockeyspieler bei Energija Kemerowo, für dessen Profimannschaft er von 2000 bis 2004 in der Wysschaja Liga, der zweiten russischen Spielklasse, aktiv war. Anschließend verbrachte der Torwart drei Jahre bei Amur Chabarowsk, mit dem er in der Saison 2005/06 in die Superliga aufstieg. Nach einer Spielzeit als Stammtorwart bei Amur in der höchsten russischen Spielklasse, begann er die Saison 2007/08 zunächst beim HK Sibir Nowosibirsk und beendete sie bei Chimik Moskowskaja Oblast. 
Zur Saison 2008/09 wechselte Jewdokimow zu Torpedo Nischni Nowgorod aus der neu gegründeten Kontinentalen Hockey-Liga. Bei Torpedo kam er regelmäßig zum Einsatz und bestritt insgesamt 39 Spiele in der KHL. In der Saison 2009/10 wurde der Russe mit dem HK Jugra Chanty-Mansijsk Zweitligameister und erreichte somit den Aufstieg in die KHL, musste jedoch anschließend den Klub verlassen und schloss sich zur Saison 2010/11 Molot-Prikamje Perm aus der neuen zweiten Spielklasse, der Wysschaja Hockey-Liga, an. Zur folgenden Spielzeit wurde er von dessen Ligarivalen Sauralje Kurgan verpflichtet. 

## Erfolge und Auszeichnungen
- 2006 Aufstieg in die Superliga mit Amur Chabarowsk
- 2010 Meister der Wysschaja Liga und Aufstieg in die KHL mit dem HK Jugra Chanty-Mansijsk

## KHL-Statistik
(Stand: Ende der Saison 2010/11)